# Isalanäset
Isalanäset är ett kommunalt naturreservat i Falu kommun i Dalarnas län.
Området är naturskyddat sedan 2016 och är 27 hektar stort. Reservatet omfattar näset med detta namn i Svärdsjön och består av lövrik barrnaturskog